# Färskfoder
Färskfoder är råfruset hundfoder till hund. Det är ofta mixat till ett så kallat helfoder genom att köttet blandas med vitaminer, mineraler och ibland spannmål av olika sorter.
Färskfoder som endast består av kött brukar ofta kallas BARF.